# Roberto Ayala
Roberto Fabián Ayala (ur. 14 kwietnia 1973 w Paranie) – argentyński piłkarz grający na pozycji obrońcy.

## Życiorys
Karierę zaczynał w Ferro Carril Oeste, a w 1994 został zawodnikiem Club Atlético River Plate (mistrzostwo kraju 1994) jednak już w następnym roku wyjechał do Włoch, gdzie grał w Napoli Soccer (do 1998) i A.C. Milan (1998–2000, mistrzostwo kraju 1999). W 2000 został bez żalu oddany do Valencii. Barw hiszpańskiego klubu bronił przez 7 lat. Dwukrotnie zdobywał mistrzostwo Hiszpanii (2002, 2004), w 2004 świętował również zdobycie Pucharu UEFA i Superpucharu Europy. Latem 2007 – po wygaśnięciu kontraktu w Walencji – przymierzany był do Villarrealu CF, jednak ostatecznie trafił do Saragossy.
W reprezentacji debiutował 16 listopada 1994 w meczu z Chile. W kadrze rozegrał 115 spotkań (jest na drugim miejscu wśród argentyńskich piłkarzy za Javierem Zanettim) i strzelił 7 bramek. Dwukrotnie uczestniczył w MŚ (1998 i 2006), z powodu kontuzji nie zagrał na MŚ 2002 (znajdował się w kadrze na ten turniej). Brał udział w 5 turniejach Copa América (srebro w 2004 oraz 2007). Wielokrotnie pełnił funkcję kapitana zespołu. Jest także dwukrotnym medalistą olimpijskim – srebrnym z Atlanty i złotym z Aten (był jednym z trzech starszych zawodników w kadrze).
Posiada także obywatelstwa włoskie (ze względu na pochodzenie przodków) oraz hiszpańskie (nabyte podczas gry w tym kraju).